# Utricularia unifolia
Utricularia unifolia este o specie de plante carnivore din genul Utricularia, familia Lentibulariaceae, ordinul Lamiales, descrisă de Hipólito Ruiz López și Amp; Pav.. Conform Catalogue of Life specia Utricularia unifolia nu are subspecii cunoscute.